# Зигмунт Абрагамович
Зигмунт (Зігмунт) Абрагамович (пол. Zygmunt Abrahamowicz; нар. 20 лютого 1923, с. Залуква біля Галича, Польська Республіка (нині Івано-Франківська область) — 13 грудня 1990, Варшава, Польща) — польський історик, філолог, сходнознавець, тюрколог, перекладач, доктор гуманітарних наук (1967).

## Життєпис
Караїм за походженням. Він навчався в польській гімназії міста Станіслава (нині Івано-Франківськ), де великий вплив на нього справила спілкування з учителем гімназії Богданом Лепким.
Під час Другої світової війни Зигмунт Абрагамович був вивезений на примусові роботи до Третього Рейху . Після закінчення війни переселився до Польщі. З 1947 року вивчав філологію Близького Сходу у Варшавському університеті.
У 1950 році перейшов до Ягеллонського університету в Кракові, де у 1951 році закінчив курс східних мов.
Цього ж року захистив магістерську дисертацію (тема «Подорож Евлія Челебі до Криму в 1666 році»).
З 1952 по 1976 роки Зигмунт Абрагамович працював архівістом в Державному воєводському архіві у Кракові, а потім в 1976—1988 роках — в Інституті історії Польської академії наук у Варшаві.
У 1967 році став доктором наук (тема дисертації «Хаджі Мехмет Сенаї з Криму. Історія кримського хана Іслям-Герая III (до весни 1651 року)»).
У 1988 році Зигмунт Абрагамович вийшов на пенсію.
Похований в Кракові на Раковицькому цвинтарі.

## Наукова діяльність
Зигмунт Абрагамович займався дослідженням, перекладом і виданням турецьких, кримсько-татарських і перських джерел XVII століття, що стосуються історії Османської імперії, України та Польщі, а також кримськотатарський літопис, в якому зафіксовані події 1644—1654 років, в тому числі підтримка України ханом Іслям-Гераєм III у війні з Польщею («Historia chana Islam Gereja III». Варшава, 1971). У студентські роки переклав галицько-луцьким діалектом караїмської мови кілька віршів Назима Хікмета та ряд новел турецьких авторів.
Зигмунт Абрагамович — автор перекладу караїмською мовою поеми «Гамалія» та віршу «Заповіт» Тараса Шевченка, який вперше був опублікований в антології «Тарас Шевченко. „Заповіт“ мовами народів світу» у Києві у 1989 році.

## Вибрані публікації
- Nazim Hikmet, Pieśń pijących słońce: poezje, Warszawa: Iskry 1956.
- Katalog rękopisów orientalnych ze zbiorów polskich, t. 1, cz. 1: Katalog dokumentów tureckich: dokumenty do dziejów Polski i krajów ościennych w latach 1455—1672, Warszawa: Państwowe Wydawnictwo Naukowe 1959.
- Czelebi Ewlija, Księga podróży Ewliji Czelebiego: wybór, Warszawa: «Książka i Wiedza» 1969.
- Старая турецкая карта Украины с планом днепровских порогов и атаки турецкого флота на Киев // Восточные источники по истории народов Юго-Восточ. и Центр. Европы. Москва, 1969. Т. 2.
- Hadży Mehmed Senai z Krymu, Historia Chana Islam Gereja III, Warszawa: Państwowe Wydawnictwo Naukowe 1971.
- Termin kozak oraz nazwy Zaporożców i Zaporoża u Tatarów krymskich i Turków // Sprawozdanie z Posiedzeń Kom. Nauk. PAN. Oddz. w Krakowie, 1972. T. 15.
- Kara Mustafa pod Wiedniem: źródła muzułmańskie do dziejów wyprawy wiedeńskiej 1683 roku, Kraków: Wydawnictwo Literackie 1973.
- Ignacy Pietraszewski, Uroki Orientu: wspomnienia z wojaży 1832-1840-1860-1862, Olsztyn: «Pojezierze» 1989.
- Die Türkenkriege in der historischen Forschung. Wien, 1983.